# Maaya Uchida
Maaya Uchida (内田 真礼 Uchida Māya?,  Tokio, Japón, 27 de diciembre de 1989) es una actriz de voz y cantante japonesa, afiliada a I'm Enterprise. Tiene un hermano menor, Yūma Uchida. Ha participado en series como Noragami, Chūnibyō Demo Koi ga Shitai! y Gatchaman Crowds, entre otras.
Uchida ganó el premio a "Mejor actriz revelación" en la octava edición de los Seiyū Awards por su papel como Hajime Ichinose en Gatchaman Crowds.

## Filmografía

### Anime
Los papeles principales están en negrita.
2010
- Kami nomi zo Shiru Sekai como Yuri

2011
- Hōrō Musuko como Miyake
- Yuru Yuri como Mari Funami

2012
- Mōretsu Uchū Kaizoku como Izumi Yunomoto
- Gokujyo. Gokurakuin Joshi Kōryō Monogatari como Ai Nanasato
- Sankarea como Rea Sanka
- Dog Days' como Liscia Enrobéz
- Kono Naka ni Hitori, Imōto ga Iru! como Yū
- Kokoro Connect como Chinatsu Mihashi
- YuruYuri♪♪ como Mari Funami
- Chūnibyō Demo Koi ga Shitai! como Rikka Takanashi
- K como Chiho Hyūga

2013
- GJ-bu como Mao Amatsuka
- Vividred Operation como Rei Kuroki
- Choboraunyopomi Gekijou Ai Mai Mii como Mii
- Bakumatsu Gijinden Roman como Okuni
- Pretty Rhythm Rainbow Live como Wakana Morizono
- High School DxD New como Irina Shidō
- To Aru Kagaku no Railgun S como Frenda Seivelun
- Gatchaman Crowds como Hajime Ichinose
- Super Seisyun Brothers como Ui Umezono
- Outbreak Company como Minori Koganuma
- Inu to Hasami wa Tsukaiyō como Sakura Honda

2014
- Noragami como Hiyori Iki
- Z/X Ignition como Chitose Aoba
- Saki Zenkoku-hen como Toyone Anetai
- Chūnibyō Demo Koi ga Shitai! Ren como Rikka Takanashi
- Gochūmon wa Usagi Desu ka? como Syaro Kirima
- Hunter x Hunter (2011) como Alluka Zoldyck
- Jinsei como Kaori Shirakawa
- Date A Live II como Kaguya Yamai
- Ao Haru Ride como Futaba Yoshioka
- Rail Wars! como Haruka Koumi
- Choboraunyopomi Gekijou Dai Ni Maku Ai Mai Mii: Mousou Catastrophe como Mii
- Girlfriend (Kari) como Nao Miyoshi
- Konna Watashitachi ga Nariyuki de Heroine ni Natta Kekka www como Alice Bon

2015
- The IDOLMASTER Cinderella Girls como Ranko Kanzaki
- Seiken Tsukai no World Break como Haruka Momochi
- Dog Days como Liscia Enrobéz
- Dungeon ni Deai o Motomeru no wa Machigatteiru Darō ka como Ririruka Ahde
- Shokugeki no Sōma como Yūki Yoshino
- The IDOLMASTER Cinderella Girls 2 como Ranko Kanzaki
- Charlotte como Yusa Nishimori
- Etotama como Dora-tan
- Chaos Dragon: Sekiryuu Seneki como Zhenhua Lou
- High School DxD BorN como Irina Shidō
- Gatchaman Crowds insight como Hajime Ichinose
- Gate: Jieitai Kanochi nite, Kaku Tatakaeri como Shino Kuribayashi
- Heavy Object como Lady Vanderbilt
- Yamada-kun to 7-nin no Majo como Itou Miyabi
- Ore, Twintail ni Narimasu como Twoearle
- Noragami Aragoto como Hiyori Iki
- Gochūmon wa Usagi Desu ka?? como Sharo Kirima

2016
- Gate: Jieitai Kanochi nite, Kaku Tatakaeri 2 como Shino Kuribayashi
- Musaigen no Phantom World como Koito Minase
- Seisen Cerberus: Ryūkoku no Fatalite como Erin
- Shokugeki no Sōma: Ni no Sara como Yūki Yoshino
- Saiki Kusuo no Psi-nan como Chisato Mera

2017
- Ai Mai Mi 3 como Mii
- Battle Girl High School como Urara Hasumi.
- Isekai wa Smartphone to Tomo ni como Else Shileska.
- Hina Logi: From Luck & Logic como Yuuki Azuma.
- Sōtai Sekai como Kotori Izumi/Kotoko.
- The Idolmaster Cinderella Girls Gekijou como Ranko Kanzaki.
- Tsurezure Children como Satsuki Sasahara.

2018
- Cutie Honey Universe (rol sin confirmar)[2]
- Killing Bites como Eruza Nakanishi.
- Slow Start  como Hiroe Hannen.
- Takunomi. como Makoto Kiriyama.
- Kakuriyo no Yadomeshi como Suzuran
- High School DxD Hero como Irina Shidō
- Seishun Buta Yarō wa Bunny Girl-senpai no Yume wo Minai como Nodoka Toyohama
- Grand Blue como Nanaka Kotegawa
- To Aru Majutsu no Index III como Frenda Seivelun

2019
- Bem como Sonia Summers.
- Domestic Na Kanojo como  Rui Tachibana
- Tate No Yuusha No Nariagari como  Melty Q Melromac
- Yakusoku No Neverland como  Norman
- Date A Live III como  Kaguya Yamai
- Mix como  Otomi Tachibana
- Sewayaki Kitsune No Senko-San como Shiro
- Assasin's Pride como Mule La Mor
- Danmachi II como Lilliluka Arde

2020
- Otome Game no Hametsu Flag Shika Nai Akuyaku Reijō ni Tensei Shiteshimatta... como  Katarina Claes
- Magia Record como Tsukuyo Amane
- Akudama Drive como Big Brother/Black Cat
- To Aru Kagaku no Railgun T como Frenda Seivelun
- Danmachi III como Lilliluka Arde

2021
- Yakusoku no Neverland 2nd Season como Norman
- Magia Record Season 2 como Tsukuyo Amane
- Komi-san wa, Comyushou desu como Hitomi Tadano

2022
- Date A Live IV como Kaguya Yamai
- Tate no Yuusha no Nariagari 2 como Melty Q Melromac
- Danmachi IV Part 1 como Lilliluka Arde
- Kinsō no Vermeil como Vermeil
- Urusei Yatsura como Shinobu Miyake
- Chainsaw Man como Demonio Ángel
- Bocchi the Rock! como Seika Ijichi

2023
- Hyōken no Majutsushi ga Sekai wo Suberu como Carol Caroline
- Danmachi IV Part 2 como Lilliluka Arde
- Higeki no Genkyō to naru Saikyō Gedō Last Boss Joō wa Min no tame ni Tsukushimasu como Steyr

2024
- Mato Seihei no Slave como Tenka Izumo
- Astro Note como Mira Gotokuji

2025
- Bad Girl como Aoi Aoyama
- Lazarus como Christine

### OVAs
- Boku no Hero Academia: Training of the Dead como Habuko Mongoose[3]
- Chain Chronicle como Ninfa y Pirika
- Chūnibyō demo Koi ga Shitai! Depth of Field ~Ai to Nikushimi Gekijō como Rikka Takanashi
- GJ Club@ como Mao Amatsuka
- Hantsu x Trash como Chisato Hagiwara
- Holy Knight como Lilith Kishimoto
- Hikōnin Sentai Akibaranger como Aoi Ichikawa/Z-Cune Aoi
- Hyakka Ryōran Samurai After como Uesugi Kagekatsu
- Kono Naka ni Hitori, Imōto ga Iru! como Yū
- Noragami como Hiyori Iki
- Nozo×Kimi como Michiru Sonoda
- Yamada-kun to 7-nin no Majo como Itou Miyabi
- Yuruyuri Nachu Yachumi! como Mari

### ONAs
- Anime de Wakaru Shinryōnaika como Himeru Kangoshi
- Chūnibyō demo Koi ga Shitai! Lite como Rikka Takanashi
- Chūnibyō demo Koi ga Shitai! Ren Lite como Rikka Takanashi
- Robot Girls Z como Gecchan
- Robot Girls Z+ como Gecchan

### Películas
2013
- Patema Invertida como Kaho.
- Takanashi Rikka Kai: Gekijō-ban Chūnibyō Demo Koi ga Shitai! como Rikka Takanashi.

2014
- Konna Watashi-tachi ga Nariyuki de Heroine ni Natta Kekka www 'Narihero www' como Arisu Soyogi.
- Pretty Rhythm All Star Selection: Prism Show Best Ten como Wakana Morizono.
- Shin Gekijō-ban Initial D Legend 1 -Kakusei- como Natsuki Mogi.

2015
- Date A Live: Mayuri Judgement como Kaguya Yamai.
- Shin Gekijō-ban Initial D Legend 2 -Tōsō- como Natsuki Mogi.

2016
- Chain Chronicle: Haecceitas no Hikari como Pirika.

2018
- Eiga Chūnibyō demo Koi ga Shitai! Take On Me como Rikka Takanashi.
- Kōtetsujō no Kabaneri como Ayame

2019
- Seishun Buta Yarou wa Yumemiru Shoujo no Yume wo Minai como Nodoka Toyohama

### CD Drama
- Goblin Slayer como Uketsuke-jou
- Hantsu x Trash como Chisato Hagiwara

### Imagen real
- Hikōnin Sentai Akibaranger como Aoi Ichikawa/Z-Cune Aoi (voz) y Hiroyo Hakase

### Videojuegos
- AKIBA'S TRIP como Sena Kitada
- AKIBA'S TRIP PLUS como Sena Kitada
- Ar no Surge ~Umare Izuru Hoshi no Inoru Uta~ como Neiaflask
- Battle Girl High School como Urara Hasumi
- Ciel nosurge ~Ushinawareta Hoshi e Sasagu Uta~ como Neiaflask
- CounterSide como Yuna Springfield
- Dead or Alive Xtreme Venus Vacation como Nagisa
- Disgaea 4: Return como Nagi Clockwork
- Drakengard 3 como Zero
- Dragalia Lost como Sharena
- Fire Emblem Heroes como Sharena
- Genshin Impact como Fischl
- Alchemy Stars como Gronru
- Grisaia: Phantom Trigger como Rena Fukami[4]
- Illusion Connect como Miyuki
- Lilycle Rainbow Stage!!! como Mai Shina
- Magia Record como Tsukuyo Amane
- Pretty Rhythm Rainbow Live como Wakana Morizono
- Pretty Rhythm Rainbow Live: Kira Kira My☆Deco Design como Wakana Morizono
- Shingeki no Bahamut como Passe
- SHORT PEACE: Ranko Tsukigime's Longest Day como Ranko Tsukigime
- Sinoalice como Hansel y Gretel
- Starly Girls -Episode Starsia- como Aldebaran
- Valkyrie Connect como Esquire
- Yatagarasu: Attack on Cataclysm como Kotaro Kazama
- YU-NO: A girl who chants love at the bound of this world como Kanna Hatano

### Cómic
- Moshi moshi, Terumi desu como Terumi (video promocional)
- Usotsuki Lily como Emi/Niko Hashimoto

### Videos Promocionales
- AKIBA'S TRIP PLUS Promotional Online Video como Sena Kitada

## Música

### Solista
- Drive-in Theater: lanzado en enero de 2017. En su semana de lanzamiento vendió 15.559 copias, siendo el sexto álbum más vendido esa semana en Japón.[5]
- +INTERSECT+: sencillo lanzado en junio de 2017. En su semana de lanzamiento vendió 12.990 copias, siendo el octavo más vendido dicha semana en Japón.[6]
- c.o.s.m.o.s: sencillo lanzado en octubre de 2017. En su semana de lanzamiento vendió 14.514 copias, siendo el 6º más vendido en dicha semana.[7]

### Chūnibyō Demo Koi ga Shitai!
- Para la primera temporada cantó el ending INSIDE IDENTITY con Chinatsu Akasaki, Azumi Asakura y Sumire Uesaka. Este tema también apareció en la película Takanashi Rikka Kai: Gekijō-ban Chūnibyō Demo Koi ga Shitai!.[8][9] También participó con el tema Miage te Goran Yoru no Hoshi o.[10]
- Con ellas también participó del ending de la segunda temporada Van!shment Th!s World.[11]
- En la película Takanashi Rikka Kai: Gekijō-ban Chūnibyō Demo Koi ga Shitai! interpretó el opening -Across the line-. Con sus compañeras antes mencionadas, también interpretó el ending Secret Survivor.

### GJ-bu
- Interpretó el primer ending, I wish: Tokimeki no Mahou, a duo con Yume Miyamoto. Ambas cantaron en el último ending Hashiridasou! acompañadas de Suzuko Mimori y Chika Arakawa.[12]
- En el OVA GJ Club@, junto con Yume Miyamoto, Sumire Uesaka, Suzuko Mimori y Chika Arakawa, participó en el ending Hirogare Power.[13]

### Pretty Rhythm
- Interpretó el tema cherry picking days a duo con Yū Serizawa y Rosette Nova con Haruka Tomatsu y Saori Gotō para la película Pretty Rhythm All Star Selection: Prism Show Best Ten.[14]
- Estos temas también aparecieron en la serie Pretty Rhythm Rainbow Live. Además, para ésta, también cantó la canción Blowin' in the Mind.[15]

### Gochūmon wa Usagi Desu ka??
- Para la serie de anime cantó el opening Daydream café y el ending Nichijou Decoration, ambos con Ayane Sakura, Inori Minase, Risa Taneda y Satomi Satō.[16]
- Participó del Character Song Series 04 Sharo (Yume Moshi Moshi Mo?) en su rol como Sharo. En su semana de lanzamiento alcanzó el puesto 14 del ranking de ventas japonés, con 5.576 copias vendidas.[17]
- Como parte de "Petit Rabbit's with beans" participó del sencillo Gochuumon wa Usagi desu ka?? Dear My Sister ED "Sekai ga Cafe ni Nacchatta".[18]

### Ai Mai Mi
Junto con Yuka Ōtsubo y Aya Uchida:
- Interpretó el ending Giri Giri Saikyou Ai Mai Mii! de la primera temporada.[19]
- Participó del tema Zenin Shūgō Ai Mai Mi!!! para la tercera temporada.[20]

### The Idolmaster Cinderella
En su rol como Ranko Kanzaki participó de:
- THE IDOLM@STER CINDERELLA MASTER 006 Kanzaki Ranko (CD).
- THE IDOLM@STER CINDERELLA MASTER EVERMORE (sencillo), junto con Haruka Yoshimura, Natsumi Takamori, Shiki Aoki y Kotomi Aikawa. En su semana de lanzamiento vendió 51.262 de copias, siendo el 2º más vendido en dicha semana.[21]
- The iDOLM@STER: Cinderella Girls Gekijou ED "Etude wa Ikkyoku dake" (sencillo), formando parte del grupo "THE IDOLM@STER CINDERELLA GIRLS LITTLE STARS!". En su semana de lanzamiento se vendieron 37.437 copias, siendo el más vendido en Japón.[22]

### Otros trabajos
- Para Akuma no Riddle cantó el opening Sōshō Innocence.[23]
- Participó del ONA Comical Psychosomatic Medicine con el ending Karappo Capsule.[24]
- Interpretó el ending de Gatchaman Crowds: INNOCENT NOTE.[25]
- Interpretó el opening Holy Knight para el OVA homónimo.[26]
- Participó en el opening Gimme! Revolution de la serie Ore Twintail ni Narimasu.[27]
- Cantó el tercer ending Kono Te ga Kiseki wo Eranderu Miyamori Joshi Koukou ver. de la serie Saki Zenkoku-hen en compañía de Juri Nagatsuma, Mariko Mizuno, Moe Toyota y Rina Satō.[28]
- Interpretó el ending Magna Idea de la serie Seiken Tsukai no World Break con Ayana Taketatsu, Aoi Yūki y Yui Ogura.[29]
- En el anime Vividred Operation cantó el quinto ending Arifureta Shiawase. Junto con Ayane Sakura, Rie Murakawa, Yuka Otsubo y Aya Uchida participó del último ending Vivid Shining Sky.[30]
- En Gokujyo. Gokurakuin Joshi Kōryō Monogatari interpretó el opening Gokujyo. no Jouken? y el ending Gokujo Overdrive, ambos con Yōko Hikasa, Ayana Taketatsu y Satomi Akesaka.[31]
- Participó en el opening Robot Girls Z de la serie homónima con Inori Minase, Kazusa Aranami, Mariko Honda y Minami Tsuda.[32]
- Cantó el tema VANITY VAMP para el videojuego AKIBA'S TRIP PLUS.
- Interpretó el opening Resonant Heart de la serie Seisen Cerberus: Ryūkoku no Fatalite. El sencillo ha llegado al 13º puesto en el ranking de ventas japonés.[33]
- Junto con sus compañeros de elenco participará del ending Junjou Emotional de la serie Isekai wa Smartphone to Tomo ni.[34]
- Participó del sencillo Tsubasa wo Motsumono ~Not an angel Just a dreamer~.
- Ha participado del sencillo Takunomi. OP "aventure bleu", de la serie Takunomi.[35]